# Cardiff
Cardiff (galeză Caerdydd) este un oraș și una dintre cele 22 zone de consiliu ale Țării Galilor. Este totodată capitala Țării Galilor. Până în Secolul XIX Cardiff era un oraș mic, dar odată cu dezvoltarea industriei în regiune, orașul a devenit un port important. Cardiff este un semnificativ centru turistic si, totodata, cea mai vizitata destinatie din Tara Galilor cu 21.3 milioane de vizitatori in anul 2017. In anul 2011, Cardiff a fost plasat pe locul sase in lume ca destinatie turistica alternativa de catre National Geographic.
Cardiff este resedinta de judet a istoricului judet Glamorgan. Fiind un oraș mic până la începutul secolului al XIX-lea, proeminența sa ca port important pentru transportul cărbunelui în urma sosirii industriei în regiune a contribuit la dezvoltarea sa ca oraș major. În 1905, Cardiff a fost făcut un oraș și a fost proclamat capitala Țării Galilor în 1955. În recensământul din 2011, populația era de 346.090.

## Personalități născute aici
- Denis Galloway (1878 - 1957), artist fotograf;
- Shirley Bassey (n. 1937), cântăreață.

1. ↑  Gazetteer, accesat în 31 martie 2023